# Stazione di Bassano Romano
La stazione di Bassano Romano è una stazione ferroviaria posta sulla linea Viterbo-Roma, un tempo a servizio del centro abitato di Bassano Romano.

## Storia
La stazione, in origine denominata semplicemente "Bassano", venne inaugurata contestualmente all'apertura della tratta ferroviaria il 30 aprile 1894.
Successivamente cambiò nome in "Bassano di Sutri".
Assunse la denominazione di "Bassano Romano" nel 1964, in concomitanza col cambio di toponimo del paese.
Le fermate dei treni furono improvvisamente soppresse nel 1991, successivamente, tra il 1992 e il 1999 furono ripristinate per un numero limitato di treni. Con la ristrutturazione della linea, il servizio viaggiatori fu definitivamente soppresso nel 2000.

## Strutture e impianti

### Attuale fabbricato viaggiatori
La stazione è composta da un fabbricato viaggiatori, un fabbricato per i servizi igienici, uno scalo merci, non più utilizzato, che comprendeva un magazzino, un piano caricatore, una pesa e un binario tronco di accesso. Vi sono due binari (tre contando anche quello tronco a servizio dello scalo), tutti serviti da banchina, collegate tramite un attraversamento a raso in cemento.

### Vecchio fabbricato viaggiatori
Il fabbricato viaggiatori in passato era sito ad est del nuovo impianto, in direzione Viterbo, all'altezza dell'inizio del raddoppio di stazione, ed era composta da una banchina e da un fabbricato viaggiatori recante l'iscrizione semplice di "Bassano".

## Movimento
Nella stazione transitano i treni diretti a Roma e a Viterbo, ma nessun treno effettua fermata: pertanto, la stazione fin dal 2006 non è riportata nell'orario ufficiale di Trenitalia.